# Phytobia kuhlmanni
Phytobia kuhlmanni este o specie de muște din genul Phytobia, familia Agromyzidae, descrisă de Spencer în anul 1966. Conform Catalogue of Life specia Phytobia kuhlmanni nu are subspecii cunoscute.